# Oribatula tameyei
Oribatula tameyei är en kvalsterart som först beskrevs av Elbadry och Abdul Halim Nasr 1974.  Oribatula tameyei ingår i släktet Oribatula och familjen Oribatulidae. Inga underarter finns listade i Catalogue of Life.